# Kazuko Satō
Kazuko Satō (佐藤和子?, Satō Kazuko; Osaka, 12 agosto 1957) è un'ex cestista giapponese.

## Carriera
Con il Giappone ha disputato i Campionati del mondo del 1979.